# Ammotrechinus gryllipes
Genre
Espèce
Synonymes
- Solpuga gryllipes Gervais, 1842

Ammotrechinus gryllipes, unique représentant du genre Ammotrechinus, est une espèce de solifuges de la famille des Ammotrechidae.

## Distribution
Cette espèce est endémique des Grandes Antilles. Elle se rencontre en Jamaïque et à Haïti.

## Publications originales
- Gervais, 1842 : Entomologie. L'Institut, Journal Universel des Sciences et des Sociétés Savantes en France et à l'Étranger, 1re Section 10, p. 76.
- Roewer, 1934 : Solifuga, Palpigrada. Dr. H.G. Bronn's Klassen und Ordnungen des Thier-Reichs, wissenschaftlich dargestellt in Wort und Bild. Akademische Verlagsgesellschaft M. B. H., Leipzig. Fünfter Band: Arthropoda; IV. Abeitlung: Arachnoidea und kleinere ihnen nahegestellte Arthropodengruppen, vol. 4, p. 1-723 (texte intégral).